# 维克托·日丹诺维奇
维克托·弗兰佐维奇·日丹诺维奇（俄语：Виктор Францевич Жданович，羅馬化：Viktor Franzovich Zhdanovich，1938年1月27日—），生于列宁格勒，苏联男子击剑运动员。他参加了1956年、1960年和1964年夏季奥运会击剑比赛，共获得3枚金牌。